# Давид IV Строителя
Давид IV Строителя (на грузински: დავით აღმაშენებელი – Давит Агмашенебели) от династията на Багратионите, е цар на Грузия в периода от 1089 г. до смъртта си през 1125 г.
Смятан за най-великия и успешен владетел в грузинската история, той успява да изтласка селджукските турци извън страната, печелейки битката при Дидгори през 1121 г. Реформите му в армията и администрацията му позволяват да обедини страната и да вземе под свой контрол повечето кавказки земи. Приятел на църквата и бележит поощрител на християнската култура, той е канонизиран от Грузинската православна църква.

## Младост
Ражда се като единствен син на цар Георги II (1072 – 1089) в Кутаиси. Детството му съвпада с времето на криза в грузинската държава. Бащата, макар и смел, няма успех в поддържането на единството на страната. Царството му е опустошено от селджукските нашествия, вътрешни войни и катастрофални земетресения. Наложило се Георги да абдикира през 1089 г. в ползва на 16-годишния си син Давид, който се оказва „главния архитект“ на грузинския Златен век.

## Реформи
Въпреки крехката си възраст, той бързо се намесва активно в политическия живот на страната. Давид IV провежда целенасочена политика и не прави никакви непремислени ходове. Той е твърдо решен да въведе ред в царството, да подчини светските и духовни феодали, да централизира държавната администрация, да въведе нов тип армия, която ще се противопостави по-добре на селджуцката войска, а след това да предприеме последователни действия, имащи за цел изхвърлянето на турците най-напред от Грузия, а след това от цял Кавказ.
През 1093 г. залавя мощния феодал Липарит Багваши, дългогодишен враг на Короната, и го прогонва от Грузия. След смъртта на Липаритовия син, Рати, Давид премахва тяхното княжество Клдекари през 1103 г. Постепенно успява да прогони турците от страната, сдобивайки се с все по-голяма територия.
През 1099 г. силите на Давид IV били достатъчно големи, за да откаже да плати дължимото на турците. По това време той отхвърля византийската титла севаст, което означава, че Грузия вече е равна по права с Византийската империя.
През 1103 г. се провежда църковен събор в манастирите Руиси и Урбиниси, по време на който Давид успява да премахне опозицията на епископите и съчетава два поста: дворски (Mtzignobartukhutsesi, т.е на главния секретар) и духовен (Чкондидския епископ) в една институция, т.е Tchqondidel-Mtzignobartukhutsesi, отговаряща на поста на министър-председател.
Следващата година привърженици на Давид в източната грузинска провинция Кахетия залавят местния цар Агсартан II (1102 – 1104), доверен на селджукския султан, и обединили отново територията с останалата част от Грузия.

## Култура
Основава манастира Гелати и дори се смята, че е участвал в изграждането му. Царят обръща специално внимание на образованието на своя народ – избира деца, които изпраща във Византия, за да „научат езици и да ни донесат преводи, направени там от самите тях“. Много от тях станали известни учени.
По неговото време в Грузия имало няколко училища и академии, сред които Гелати заема челно място.
Цар Давид IV е и известен с псалмите си Галобани Синанулисани (გალობანი სინანულისანი), които разкриват царското смирение и религиозна ревност.